# 舊奇茲維克
49°33′4″N 37°12′37″E / 49.55111°N 37.21028°E
舊奇茲維克（烏克蘭語：Старий Чизвик）是位於烏克蘭東部的村莊，由哈爾科夫州庫皮揚斯克區的舍夫琴科韦市镇負責管轄。該村始建於1795年，面積1.18平方公里，海拔高度106米，2001年人口120，人口密度每平方公里101.7人。